# Ausztrál kabasólyom
Az ausztrál kabasólyom (Falco longipennis) a madarak osztályának sólyomalakúak (Falconiformes) rendjéhez, azon belül  a sólyomfélék (Falconidae) családjához tartozó faj.

## Előfordulása
Ausztrália, Kelet-Timor, Indonézia és Pápua Új-Guinea területén honos. Nagyobb fákkal szegélyezett, nyílt részek, parkok és kertek lakója.

## Alfajai
- Falco longipennis hanieli Hellmayr, 1914
- Falco longipennis longipennis Swainson, 1837
- Falco longipennis murchisonianus

## Megjelenése
Testhossza 35 centiméter, szárnyfesztávolsága 83 centiméter. Hosszú szárnya van. 
|  |

## Életmódja
A levegőben kapja el madarakból, denevérekből és nagyobb rovarokból álló táplálékát.

## Szaporodása
Magas fákra készíti fészkét, fészekalja 2-4 tojásból áll.